# Oswaldia immissa
Oswaldia immissa là một loài ruồi trong họ Tachinidae.